# Nikolaj Arsentjevič Arhipov
Nikolaj Arsentjevič Arhipov (rusko Николай Арсентьевич Архипов), sovjetski letalski častnik, vojaški pilot in letalski as, * 23. oktober 1918, † 31. julij 2003. 
Arhipov je v svoji vojaški karieri dosegel 19 samostojnih in 8 skupnih zračnih zmag.

## Življenjepis
Med drugo svetovno vojno je bil pripadnik 32. in 265. lovskega letalskega polka.
Opravil je 382 bojnih poletov in bil udeležen v 148 zračnih spopadih.

## Odlikovanja
- heroj Sovjetske zveze